# ダヴィド・ルイス・モレイラ・マリーニョ
ダヴィド・ルイス・モレイラ・マリーニョ（David Luiz Moreira Marinho, 1987年4月22日 - ）は、ブラジル・サンパウロ州ディアデマ出身のプロサッカー選手。キプロス・ファーストディビジョン・パフォスFC所属。元ブラジル代表。ポジションはディフェンダー、ミッドフィールダー。

## クラブ経歴

### サンパウロ
ブラジルのサンパウロでプレーしていたが、14歳の時にヴィトーリアに放出された。当初はボランチとしてプレーしていたが、CBに転向するとすぐに才能を開花させ、16歳でプロデビューを果たした。その後すぐにレギュラー定着に至った。

### ベンフィカ
2007年1月、ベンフィカにレンタル移籍した。ここでリーグ戦やUEFAカップに出場するなど活躍をし、シーズン終了後5年契約で完全移籍した。2009年1月11日、ブラガ戦で公式戦初ゴールを記録した。

### チェルシー

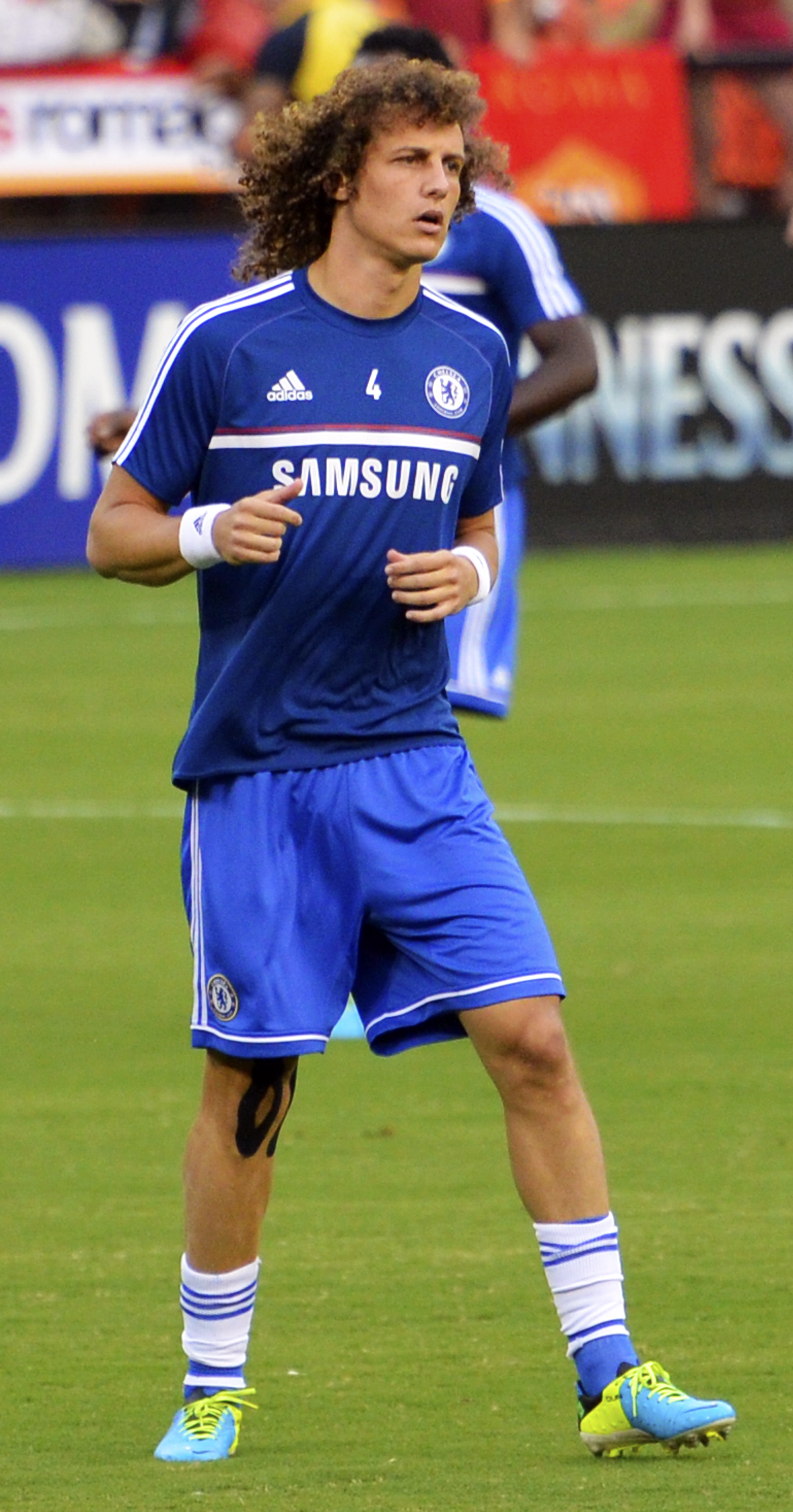
チェルシー時代

2011年1月31日、チェルシーへ移籍金2500万ユーロの5年半契約で移籍した。なお移籍金の一部としてネマニャ・マティッチがベンフィカに移籍した。2月6日、リヴァプール戦でデビューを果たした。プレミアリーグ第18節マンチェスター・ユナイテッド戦で移籍後初ゴールを記録。3月20日のマンチェスター・シティ戦でもゴールを記録した。闘争心溢れるディフェンスに高いフィード能力、攻撃参加が得意でありDFながらFKを任せられるなどしていた。UEFAチャンピオンズリーグ決勝でも先発フル出場し優勝に貢献した。
ジョゼ・モウリーニョ監督が復帰した2013-14シーズンは、ジョン・テリーやガリー・ケーヒルの後塵を拝することが多くスタメン出場が減少した。

### パリ・サンジェルマン

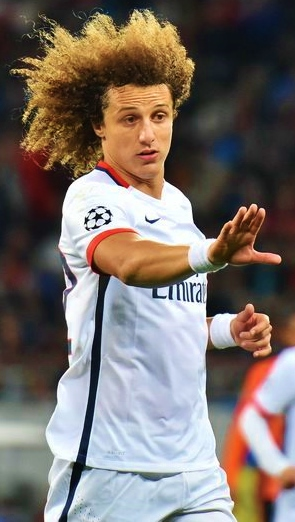
PSG時代

2014年5月、パリ・サンジェルマンへの移籍がクラブ間合意に達したと双方のクラブが発表、移籍金は推定4000万ポンドとされる。2015年3月11日、UEFAチャンピオンズリーグの決勝トーナメント・ラウンド16で古巣のチェルシーと対戦し、アンカーとして1得点の活躍をした。

### チェルシーへの復帰
2016年8月31日、チェルシーへの復帰が決定。契約は3年間。背番号は以前着けていた番号の4番はセスク・ファブレガスが着用しているため、30番になった。2017年1月31日のリヴァプール戦で直接FKを決めた。2017年4月には活躍が認められて、プレミアリーグに年間ベストイレブンに選ばれた。
しかし復帰2年目の2017-18シーズンは、序盤こそレギュラーとして出場していたが、2017年10月に監督のアントニオ・コンテとの確執が発生。発端は10月18日のUEFAチャンピオンズリーグのグループステージ第3節の対ASローマ戦で途中交代を命じられた際に悪態をついたとされる。さらに第4節の同じく対ASローマ戦では0-3で大敗した後のミーティングでダヴィド・ルイスはコンテの戦術に異を唱えたとされ、翌日の練習でも両者は練習態度を巡って衝突し、11月5日のプレミアリーグ第11節の対マンチェスター・ユナイテッド戦では召集外という罰を受けた。この衝突には、親友であるジエゴ・コスタがコンテとの確執で退団に追い込まれた処遇が背景にあり、ダヴィド・ルイスは両者の仲裁役を買って出たため、コンテからは疎まれていたとも報じられている。その後、コンテは若手のアンドレアス・クリステンセンを重用したため、2017-18シーズンはリーグ戦10試合（騒動のあった10月以降はわずか2試合）のみの出場と冷遇された。
2018-19シーズンにコンテが解任されマウリツィオ・サッリが監督に就任するとクリステンセンからレギュラーを奪取し、UEFAヨーロッパリーグのベストイレブンに選ばれるなど、ヨーロッパリーグ優勝に貢献した。

### アーセナル
2019年8月8日、新しく就任したチェルシーのフランク・ランパード監督からレギュラーを保証されず、開幕を控える中で突如アーセナルへの完全移籍を発表した。移籍金は800万ポンドと報じられた。10月6日ボーンマス戦で移籍後初ゴールとなる決勝点を決めた。2020年1月21日のビッグロンドン・ダービーではムスタフィのミスパスもあり、シュート体制に入っていたエブラハムを倒してしまい退場処分となりPKを与えた。試合は2-2で引き分けた。5月27日、当初2年契約と報じられていたが実際は1年契約延長オプション付きの1年契約でありこのままだと夏にアーセナルと契約が切れると報じられた。6月17日、プレミアリーグ第29節延期分のマンチェスター・シティ戦では途中出場から、失点に直結するミス、PKの献上、退場処分という失態を犯す。この記録は欧州主要リーグでは2015年のカール・ジェンキンソン以来実に5年ぶりの失態である。6月24日、去就に関して様々な噂がされていたがアーセナルは1年間契約延長することを発表した。7月26日、リーグ最終節のワトフォード戦でウェルベックに対してのファールで、今期通算5回目となるPKを献上、これまでのプレミアリーグの歴史で1シーズンに相手にPKを与えた最多記録を更新した(チェルシー在籍時に与えた通算3回のPKを僅か1シーズンで更新した。)。
2021年2月2日、プレミアリーグのウルヴァーハンプトン戦において前半アディショナルタイムにジョゼに完全に裏を取られたルイスは後ろから遅れて追いかけるとペナルティーエリア内でジョゼが振り上げた足の裏がルイスの膝に接触しジョゼが転倒。これによりポーソン主審から一発退場とPKの判定を受けた。その後、アーセナルは、レノも退場し9人となったこともあり逆転負けを喫した。しかし、この判定にはファールによるPKは妥当だがイエローカード相当ではないかとサポーターのみならず複数のサッカー関係者も異議を唱え議論を巻き起こした。アルテタ監督も試合後の会見でこの判定に不満を述べ、クラブはレッドカードの取り消しを求めてFAに訴えたがこの訴えは認められなかった。ところが、この試合と同日に試合をしていたサウサプトンも2人の退場者を出しておりその一つはルイスと似たような状況であったためFAに取り消しを求めていたが、こちらは訴えが認められレッドカードが取り消された。そこで、今度はこの両者でFAの判断が異なったことにまたしても複数のサッカー関係者からも疑問の声があがり議論を巻き起こすこととなった。同年5月18日、アルテタ監督は、記者会見においてルイスとは契約延長せずにシーズン終了後にアーセナルを退団することを表明。6月3日に退団が正式に決定した。

### フラメンゴ
2021年9月11日、フラメンゴへの完全移籍を発表した。契約は2022年12月までとなっている。2007年以来、14年半ぶりの母国復帰となった。
2024年12月22日、フラメンゴはルイスとの契約を更新せず退団することを発表した。

### フォルタレーザ
2025年1月20日、1年延長オプション付きの2年契約でフォルタレーザECに加入 。2月11日、アウトス戦で2025年シーズン最初の公式戦に出場したが、試合は1-2で敗れた。
フォルタレーザでは公式戦17試合に出場したが、8月1日に双方合意の下に契約解除した。

### パフォス
2025年8月3日、キプロス・ファーストディビジョン王者でUEFAチャンピオンズリーグ 2025-26に予選2回戦から参加するパフォスFCに2年契約で加入することが発表された。

## 代表経歴
ブラジル代表として2007 FIFA U-20ワールドカップに出場しベスト16進出に貢献した。2010 FIFAワールドカップ後最初の試合となった2010年8月11日のアメリカ戦でA代表デビュー。
2014 FIFAワールドカップ決勝トーナメント1回戦のチリ戦で代表初得点を挙げた。続く準々決勝のコロンビア戦では無回転フリーキックを決め、ブラジルの準決勝進出に貢献した。準決勝では警告累積で欠場したチアゴ・シウバの代わりに主将を務めたが、試合はドイツに1-7で惨敗し、試合後涙ぐみながら「皆さんに謝罪する。ブラジル国民に謝る。」というコメントを残した。

## 個人成績

### クラブ
| 国内大会個人成績 | 国内大会個人成績 | 国内大会個人成績 | 国内大会個人成績 | 国内大会個人成績 | 国内大会個人成績 | 国内大会個人成績 | 国内大会個人成績 | 国内大会個人成績 | 国内大会個人成績 | 国内大会個人成績 | 国内大会個人成績 |
| 年度             | クラブ           | 背番号           | リーグ           | リーグ戦         | リーグ戦         | リーグ杯         | リーグ杯         | オープン杯       | オープン杯       | 期間通算         | 期間通算         |
| 年度             | クラブ           | 背番号           | リーグ           | 出場             | 得点             | 出場             | 得点             | 出場             | 得点             | 出場             | 得点             |
| ブラジル         | ブラジル         | ブラジル         | ブラジル         | リーグ戦         | リーグ戦         | ブラジル杯       | ブラジル杯       | オープン杯       | オープン杯       | 期間通算         | 期間通算         |
| ---------------- | ---------------- | ---------------- | ---------------- | ---------------- | ---------------- | ---------------- | ---------------- | ---------------- | ---------------- | ---------------- | ---------------- |
| 2006             | ヴィトーリア     |                  | セリエC          | 26               | 1                | 3                | 0                | -                | -                | 29               | 1                |
| ポルトガル       | ポルトガル       | ポルトガル       | ポルトガル       | リーグ戦         | リーグ戦         | リーグ杯         | リーグ杯         | ポルトガル杯     | ポルトガル杯     | 期間通算         | 期間通算         |
| 2006-07          | ベンフィカ       | 23               | プリメイラ       | 10               | 0                | -                | -                | 0                | 0                | 10               | 0                |
| 2007-08          | ベンフィカ       | 23               | プリメイラ       | 8                | 0                | 0                | 0                | 2                | 0                | 10               | 0                |
| 2008-09          | ベンフィカ       | 23               | プリメイラ       | 19               | 2                | 4                | 0                | 2                | 0                | 25               | 0                |
| 2009-10          | ベンフィカ       | 23               | プリメイラ       | 29               | 2                | 5                | 1                | 2                | 0                | 36               | 3                |
| 2010-11          | ベンフィカ       | 23               | プリメイラ       | 16               | 0                | 2                | 0                | 3                | 0                | 21               | 0                |
| イングランド     | イングランド     | イングランド     | イングランド     | リーグ戦         | リーグ戦         | FLカップ         | FLカップ         | FAカップ         | FAカップ         | 期間通算         | 期間通算         |
| 2010-11          | チェルシー       | 4                | プレミアリーグ   | 12               | 2                | 0                | 0                | 0                | 0                | 12               | 2                |
| 2011-12          | チェルシー       | 4                | プレミアリーグ   | 20               | 2                | 3                | 0                | 6                | 0                | 29               | 2                |
| 2012-13          | チェルシー       | 4                | プレミアリーグ   | 30               | 2                | 4                | 1                | 6                | 0                | 40               | 3                |
| 2013-14          | チェルシー       | 4                | プレミアリーグ   | 19               | 0                | 3                | 0                | 3                | 0                | 25               | 0                |
| フランス         | フランス         | フランス         | フランス         | リーグ戦         | リーグ戦         | F・リーグ杯      | F・リーグ杯      | フランス杯       | フランス杯       | 期間通算         | 期間通算         |
| 2014-15          | PSG              | 32               | リーグ・アン     | 28               | 2                | 3                | 0                | 4                | 1                | 35               | 3                |
| 2015-16          | PSG              | 32               | リーグ・アン     | 25               | 1                | 4                | 1                | 3                | 0                | 32               | 2                |
| 2016-17          | PSG              | 32               | リーグ・アン     | 3                | 0                | -                | -                | -                | -                | 3                | 0                |
| イングランド     | イングランド     | イングランド     | イングランド     | リーグ戦         | リーグ戦         | FLカップ         | FLカップ         | FAカップ         | FAカップ         | 期間通算         | 期間通算         |
| 2016-17          | チェルシー       | 30               | プレミアリーグ   | 33               | 1                | 2                | 0                | 3                | 0                | 38               | 1                |
| 2017-18          | チェルシー       | 30               | プレミアリーグ   | 10               | 1                | 0                | 0                | 2                | 0                | 12               | 1                |
| 2018-19          | チェルシー       | 30               | プレミアリーグ   | 36               | 3                | 5                | 0                | 2                | 0                | 43               | 3                |
| 2019-20          | アーセナル       | 23               | プレミアリーグ   | 33               | 2                | 0                | 0                | 5                | 0                | 38               | 2                |
| 2020-21          | アーセナル       | 23               | プレミアリーグ   | 20               | 1                | 1                | 0                | 1                | 0                | 22               | 1                |
| ブラジル         | ブラジル         | ブラジル         | ブラジル         | リーグ戦         | リーグ戦         | ブラジル杯       | ブラジル杯       | オープン杯       | オープン杯       | 期間通算         | 期間通算         |
| 2021             | フラメンゴ       | 23               | セリエA          | 7                | 0                | 0                | 0                | -                | -                | 7                | 0                |
| 2022             | フラメンゴ       | 23               | セリエA          | 19               | 0                | 7                | 0                | -                | -                | 26               | 0                |
| 2023             | フラメンゴ       | 23               | セリエA          |                  |                  |                  |                  | -                | -                |                  |                  |
| 通算             | ブラジル         | ブラジル         | セリエC          | 26               | 1                | 3                | 0                | -                | -                | 29               | 1                |
| 通算             | ブラジル         | ブラジル         | セリエA          | 26               | 0                | 7                | 0                | -                | -                | 33               | 0                |
| 通算             | ポルトガル       | ポルトガル       | プリメイラ       | 82               | 4                | 11               | 1                | 9                | 0                | 102              | 5                |
| 通算             | イングランド     | イングランド     | プレミアリーグ   | 213              | 14               | 18               | 1                | 28               | 0                | 259              | 15               |
| 通算             | フランス         | フランス         | リーグ・アン     | 56               | 3                | 7                | 1                | 7                | 1                | 70               | 5                |
| 総通算           | 総通算           | 総通算           | 総通算           | 403              | 22               | 46               | 3                | 44               | 1                | 493              | 26               |

## 代表歴

### 出場大会
- ブラジル代表
  - 2014 FIFAワールドカップ

### 試合数
- 国際Aマッチ 57試合 3得点（2010年-2017年）[31]

| ブラジル代表 | 国際Aマッチ | 国際Aマッチ |
| 年           | 出場        | 得点        |
| ------------ | ----------- | ----------- |
| 2010         | 4           | 0           |
| 2011         | 6           | 0           |
| 2012         | 7           | 0           |
| 2013         | 16          | 0           |
| 2014         | 14          | 3           |
| 2015         | 8           | 0           |
| 2016         | 1           | 0           |
| 2017         | 1           | 0           |
| 通算         | 57          | 3           |

#### 得点
| #  | 年月日         | 開催地                                                          | 対戦国       | 勝敗 | 試合概要                |
| -- | -------------- | --------------------------------------------------------------- | ------------ | ---- | ----------------------- |
| 1. | 2014年6月28日  | エスタジオ・ゴベルナドール・マガリャンイス・ピント（ ブラジル） | チリ         | △1-1 | 2014 FIFAワールドカップ |
| 2. | 2014年7月4日   | エスタジオ・ゴヴェルナドール・プラーシド・カステロ（ ブラジル） | コロンビア   | ○2-1 | 2014 FIFAワールドカップ |
| 3. | 2014年11月18日 | エルンスト・ハッペル・シュターディオン（ オーストリア）         | オーストリア | ○2-1 | 親善試合                |

## タイトル

### クラブ
ECヴィトーリア
- カンピオナート・バイアーノ：2005

SLベンフィカ
- スーペル・リーガ：2009-10
- タッサ・ダ・リーガ：2008-09, 2009-10

チェルシーFC
- FAカップ：2011-12, 2017-18
- UEFAチャンピオンズリーグ：2011-12
- UEFAヨーロッパリーグ：2012-13, 2018-19
- プレミアリーグ：2016-17

パリ・サンジェルマンFC
- リーグ・アン：2014-15, 2015-16
- クープ・ドゥ・ラ・リーグ：2014-15, 2015-16
- クープ・ドゥ・フランス：2014-15, 2015-16
- トロフェ・デ・シャンピオン：2014, 2015, 2016

アーセナルFC
- FAカップ : 2019-20
- FAコミュニティ・シールド : 2020

### 代表
ブラジル代表
- FIFAコンフェデレーションズカップ：2013

### 個人
- プリメイラ・リーガ年間最優秀選手賞：2010
- FIFAワールドカップ・ドリームチーム：2014
- PFA年間ベストイレブン：2016-17
- UEFAヨーロッパリーグ優秀選手賞　2018-19